# 式守伊三郎 (2代)
2代 式守 伊三郎（しきもり いさぶろう、1925年2月13日 - 1987年10月15日）は大相撲の元三役格行司。三役格としての在位期間は1963年11月～1987年9月。荒汐部屋→双葉山道場→時津風部屋所属。北海道白糠町出身。本名は松井利雄（まつい としお）。

## 人物
1936年に木村昭夫の名で初土俵。入門時は荒汐部屋の所属だったが、1943年1月場所後に5代荒汐は荒汐部屋を閉鎖して双葉山道場に弟子を譲った為、以降は双葉山道場から名称を変えた時津風部屋の所属となる。1950年1月に十両格に昇格。1956年5月に幕内格に昇格。1962年1月、2代式守伊三郎襲名。1963年9月場所、三役格行司の4代木村誠道がこの場所限り廃業したため、翌11月場所に38歳の若さで三役格に昇格。
武藏川（元幕内・出羽ノ花國市）理事長時代の行司抜擢制度の煽りを食った一人。1974年1月に序列下位の4代木村玉治郎に立行司昇格を追い越され、1977年11月に23代式守伊之助が27代木村庄之助襲名、3代木村正直が24代式守伊之助に昇格すると自身は三役格筆頭になる。1984年3月に24代伊之助が停年（定年）となると立行司昇格と思われた。ところが、立行司に昇格して25代伊之助を襲名した行司は序列下位でかつ3歳年下の8代式守錦太夫であった。この時点で基本的に彼の立行司昇格がなくなった。
名大関といわれた貴ノ花の取組を数多く裁くなど、三役格時代は常に大関の取組を裁いた。4横綱時代と立行司休場時は横綱の取組を裁いた経験もある。1975年5月場所8日目、天覧相撲では屈指の名取組と言われた前頭筆頭富士櫻－小結麒麟児戦も裁いている。
時間いっぱいでの立合い前は、「待ったなしっ。互いに手をついてぇーっ！」。立合い後は「あいぎよーい！あごーとるごーとるごーとるごーとるごーとるごーとるごー」という独特の野太い掛け声が印象に残る行司であった。
1987年10月15日、脳梗塞のため死去。62歳没。
現在幕内格行司の木村元基（湊部屋所属）は、彼の最後の弟子である。　　

## その他
- 肥満ではなかったが身長176cmと長身で体格が良く、実況のNHKアナウンサーから「巨漢の行司」と表現されることもあった。
- 亡くなるまで実に24年間（144場所）も三役格行司を務めたため、「永遠の三役」という皮肉な代名詞がつけられた。
- 彼が現役中に亡くなったためか、以後この名跡は空いたままとなっている。
- 1981年11月場所、1983年3月場所、1984年11月場所前など、数度立行司に代わって土俵祭の祭主を務めた。
- 1973年頃、江戸川区にある善養寺に、病気の為に現役を廃業しその後死去した、伊三郎の師匠である元三役格行司3代（後述の軍配には6代と書かれている）木村宗四郎の遺品となる白木の軍配(未完品)があることを知り、住職に「使わせてほしい」とお願いした。伊三郎は住職を本場所に招いて、住職から贈られたその軍配で昭和48年9月場所10日目の豊山対清國及び貴ノ花対龍虎の合計2番の裁きに使用した。この話は伊三郎の没後新聞に載り、このことがきっかけで善養寺の境内に、平成元年（1989年）5月に「式守伊三郎報恩碑」が建てられた[2]。
- 1973年の伊之助空位による三役格ローテーションでの本来は伊之助が裁く結び前に裁いた時期や、その後の三役格筆頭時代の4横綱時代、25代式守伊之助休場時には横綱の取り組みも裁いている。(1973年3月場所〜11月場所、1979年9月場所～1980年11月場所、1987年5月場所）また、三役格時代が長期で立行司の代役を務めた事も多々あった為に、自身が立行司になっていないにもかかわらず北の富士勝昭と千代の富士貢の師弟を本場所でどちらも現役横綱として裁くという普通なら有り得ない事もあった（前者は伊之助空位時代の三役格ローテーション時代、後者は25代伊之助の休場で伊之助の代役で裁いた為によるもの。北の富士を裁いていた時期は千代の富士は弟弟子で北の富士の付き人であり、その後師弟関係となる）。
- 1965年11月場所千秋楽、自分が受け持った取組が2番続けて不戦になったことがあった（□前頭2枚目海乃山対同14枚目前田川■、□前頭筆頭豊國対同6枚目小城ノ花■）[3][注 4]。
- 1980年7月場所10日目前頭2枚目黒瀬川－大関貴ノ花の取組で貴ノ花に投げられた黒瀬川の足が伊三郎を直撃、そのまま土俵上に倒れて軍配を一度黒瀬川に上げたが、すぐに貴ノ花に回した。後に1986年5月場所8日目関脇小錦－大関北尾の取組でも、伊三郎は北尾に軍配を上げてから小錦に軍配を回した。
- 立行司になれなかった理由に「大酒のみで金銭問題があった」という説[4]や「体調を崩していた」という説[5][注 5]があるが、断定できるものは不明。ただ、土俵裁きや事務能力は伊三郎より錦太夫の評価が高かったという声はある。もし、伊三郎を錦太夫より先に立行司に上げた場合、伊三郎の停年（最終場所）が1990年1月場所のため、錦太夫はその翌場所に伊之助になる。27代庄之助の停年が同年11月場所のため、伊之助として1年足らずで庄之助に昇格することになり、錦太夫が立行司としてのキャリアが短いままなのを避けるために伊三郎を差し置いて、先に伊之助に上げたのではないかと推測される[注 6]。また錦太夫の師匠の22代庄之助が健在であったことや、錦太夫が出羽一門の所属で理事長が同じ一門の春日野（元横綱栃錦）だったことも昇進に何らかの影響があった。
- 28代木村庄之助によれば、伊三郎の弟も行司で、序二段格で廃業したという[6]。行司名や初土俵、最終場所などは資料不足のため不明。

## 経歴
- 1936年春 - 木村昭夫の名で初土俵。
- 1950年1月 - 十両格昇格、木村利行に改名。
- 1951年5月 - 木村誠助に改名。
- 1954年9月 - 木村利雄に改名。
- 1956年5月 - 幕内格昇格。
- 1962年1月 - 2代式守伊三郎襲名。
- 1963年11月 - 三役格昇格。
- 1987年9月 - 最終場所（番付上は11月場所まで、ただし死跡）。

## 出演
映画
- 007シリーズ 『You only live twice（邦題：007は二度死ぬ）』 行司役で、琴櫻－富士錦の取組を裁く。